# Chodura
Chodura – polskie i czeskie nazwisko.

## Osoby noszące nazwisko
- Dietmar Chodura (ur. 1972) – austriacki pedagog i autor podręczników;
- Emil Chodura (1884–1964) – polski pedagog i kostiumograf;
- Karol Chodura (1921–2001) – polski operator i reżyser filmowy.